# КК Златибор
КК Златибор је српски кошаркашки клуб из Чајетине. Златибор носи епитет "најстаријег српсколигаша", јер се преко 30 година такмичио у некада чувеној српској лиги, данас Првој мушкој регионалној лиги, група запад. Златибор као домаћин игра утакмице у спортској хали Културно-спортског центра у Чајетини. Од сезоне 2017/18 КК Златибор се такмичи у Кошаркашкој Лиги Србије.

## Историја

### Најстарији српсколигаш (1979—2014)
Корени кошарке у Чајетини везују се за успехе селекција које су средином седамдесетих година учествовале на МОСИ играма. Уз подршку општинске управе, пионири чајетинске кошарке Сеад Беговић, Радомир Раковић и други основали су кошаркашки клуб Златибор на седници одржаној 16. септембра 1979. у Чајетини. Први председник клуба био је Александар Васиљевић. Прву првенствену утакмицу Златибор је одиграо против Јавора из Ивањице у оквиру регионалне лиге. После само три године играња на бетону у Старом Парку, клуб улази у јединствену српску лигу. Прве две сезоне Златибор је играо у хали Велики Парк у Ужицу, а већ 1985. године Чајетина добија спортску дворану у којој клуб и данас игра утакмице као домаћин.
Дана 25. априла 1986. године, у Чајетини је организована опроштајна утакмица за капитена Радомира Раковића, и том приликом је гостовао КК Партизан који су предводили Желимир Обрадовић и Александар Ђорђевић, који је на том мечу постигао 31. поен.
У сезони 1989/90, Златибор је био први пут на корак од прве Б лиге. У плеј офу са братским клубом, чачанским Железничарем победник је одлучен у мајсторици која се играла у Чачку и коју је домаћин решио у своју корист. Сезона 1990/91 донела је пласман у супер-лигу, где је у доигравању Златибор заузео треће место, иза београдске Славије и Јавора из Ивањице. Те године за репрезентацију лиге наступала су три играча из редова Златибора: Душко Пантовић, Небојша Каљевић и Душан Видић. Следећа сезона се памти као једна од најтежих, када клуб испада у другу српску лигу први пут у историји. Тренерску палицу преузима некадашњи капитен Радомир Раковић а екипу на терену предводе Желимир Џамбић и Славенко Марић. Исте године обезбеђен је повратак у прву српску лигу. У сезони 1995/96, Златибору је недостајала једна победа да престигне београдску екипу Милиционара и уђе у прву Б лигу. Трећи пут надомак вишег ранга Златибор се нашао 2006. године, када је одлучивала међусобна кош разлика. Поново је у Б лигу отишао Железничар са 4 поена предности. Две године касније, Златибор ће и четврти пут бити у прилици да се пласира у виши ранг. У тешкој и неизвесној утакмици у Чајетини Златибор није искористио последњи напад за победу, а овај пут славила је екипа Јагодине. 2012. године, Златибор по други пут у својој историји заузима последње место на табели и сели се у нижи ранг. Као и претходног пута, исте сезоне обезбеђен је повратак у прву српску лигу.

### Златно доба (2015-)
На пролеће 2014. године Управни одбор клуба креира концепт сарадње са великим бројем пословних партнера и чини низ других организационих корака поставивши темеље великих успеха који следе. У сезони 2014/15, Златибор прави историјски успех пласманом у Другу лигу Србије, након што је у последњој утакмици у сезони савладао директног конкурента, екипу Прибоја у утакмици која је у сваком смислу оправдала епитет дербија. Ову сјајну генерацију су предводили Младен Шекуларац и Никола Мићевић, који је понео титулу најбољег стрелца у све четири дивизије српске лиге. Сезона 2016/17 доноси Златибору прво место и након само две сезоне у Другој лиги, КК Златибор обезбеђује учешће у елитној лиги, Кошаркашкој Лиги Србије. Након регуларног дела КЛС Златибор заузима 4. место чиме је обезбедио пласман у Суперлигашку групу А са екипама Црвене звезде, Мега Бемакса и чачанским Борцем, да би у четвртфиналу Суперлиге стали пред екипом ФМП из Железника. Исте сезоне Златибор је освојио Куп Србије чиме се пласирао у четвртфинале Купа Радивоја Кораћа где је поражен од београдског Партизана. Златибор је и у другој сезони највишег ранга поновио успех пласиравши се у Суперлигу где је након десет кола поново заузео 4. место групе А и самим тим по други пут узаступно себе сврстао међу 8 најбољих екипа у земљи. У сезони 2019/2020. Златибор прави још један корак напред убележивши рекордних 17 победа и заузевши треће место у КЛС чиме је обезбеђено учешће у регионалној АБА2 лиги.

## Успеси

### Међународни
- Друга Јадранска лига:
  - Победник (1): 2022.

## Учинак у претходним сезонама
| Сез.     | Првенство Србије — КЛС | Првенство Србије — Суперлига | Куп Србије   | Регионално такмичење                   | Европско такмичење |
| -------- | ---------------------- | ---------------------------- | ------------ | -------------------------------------- | ------------------ |
| 2017/18. | 4. место               | Четвртфинале ПО              | Четвртфинале | —                                      | —                  |
| 2018/19. | 5. место               | 4. место групе А             | —            | —                                      | —                  |
| 2019/20. | 3. место               | —                            | —            | —                                      | —                  |
| 2020/21. | 3. место               | Четвртфинале ПО              | —            | Друга Јадранска лига — Четвртфинале ПО | —                  |
| 2021/22. | 1. место               | —                            | Четвртфинале | Друга Јадранска лига — Победник        | —                  |
| 2022/23. | 1. место               | —                            | —            | Друга Јадранска лига — Четвртфинале    | —                  |
| 2023/24. | 3. место               | —                            | —            |                                        | —                  |

## Легенде
- Сеад Беговић (1949—2012)

Рођен је у Сарајеву, а 1971. године дошао је у Чајетину. Један је од оснивача клуба, дуго година је био секретар и члан управе. Дванаест година је био делегат кошаркашког савеза Југославије. По оснивању СОФК-е у Чајетини, поверено му је место секретара. Један је од најзаслужнијих појединаца што је Чајетина 1985. године добила спортску дворану.
- Радомир Раковић (1953)

У Кошаркашком свету познат под надимком Андрејев, Раковић је кошарку почео да игра у кошаркашком клубу Севојно давне 1969. године. 1971. године са истом екипом улази у другу савезну лигу где је наступао под именом Ракета. Бранио је и боје ужичког Првог Партизана све до оснивања Златибора, у чему је имао великог удела. Био је играч, тренер првог тима, тренер млађих селекција, генерални секретар, председник клуба, члан управе.
- Желимир Џамбић (1961)

Џамбић је боје Златибора бранио равно две деценије. На његовој првој званичној утакмици, која је уједно била и прва званична утакмица Златибора, постигао је 15 поена. До краја каријере је остао веран Златибору, иако су пристизале понуде клубова из богатијих средина. Као тренер млађих категорија створио је генерацију 1971. годишта, која је деведесетих година чинила окосницу првог тима, као и генерацију 1983/84. која је забележена као једна од најуспешнијих у клубу. Био је члан управе клуба и активно је помагао његово функционисање годинама.
- Душко Пантовић (1971)

Душко је дебитовао у првом тиму са 17 година, а у клубу је више од 35 година. Још увек ради као тренер млађих селекција и члан стручног штаба. Чувени "капитен" како га ословљавају некадашњи саиграчи, постигао је лични рекорд и рекорд клуба, када је пећкој Будућности убацио 49 поена. Један од тројице играча Златибора који је наступао у ревијалним мечевима репрезентације српске лиге.
- Страјин Недовић (1976)

Непрекидно је у клубу три ипо деценије и прошао је комплетан пут од пионира до шефа стручног штаба. За први тим је наступао 20 сезона а упоредо са играчком гајио је и тренерску каријеру са млађим селекцијама клуба. Са генерацијом 1994. је остварио солидне резултате освојивши титулу у централној Србији. Након 5 година проведених на месту помоћног тренера првог тима, од сезоне 2018-19 је промовисан у првог тренера.
- Иван Тмушић (1985)

Као играч је прошао све омладинске селекције у клубу и након 17те сезоне у првом тиму Златибора окачио је патике о клин. Био је део једне генерације Златибора са Стаматовићем, Рајовићем, Дидановићем, Смоловићем, без чије посвећености и одрицања клуб данас можда не би ни постојао. Прошао је са Златибором све лиге: од Друге и Прве српске, преко Б и КЛС до Суперлиге и купа Радивоја Кораћа.

## Познати играчи
Играчи који су прве кошаркашке кораке начинили у Златибору, или су као већ афирмисани играчи наступали за Златибор:
- Милован Раковић
- Душан Кутлешић
- Милан Јеремић
- Владислав Драгојловић
- Младен Шекуларац

## Тренери
- Драган Томовић
- Бато Лојаница
- Небојша Крчевинац
- Радомир Раковић
- Слободан Јанковић
- Мишко Димитријевић
- Илија Мићевић
- Миодраг Милојевић
- Владан Калоперовић
- Душан Радовић
- Младен Шекуларац
- Предраг Јаћимовић
- Вања Гуша
- Страјин Недовић